# Poskilampi
Poskilampi är en sjö i kommunen Sonkajärvi i landskapet Norra Savolax i Finland. Den är 4,6 meter djup. Arean är 40 hektar och strandlinjen är 4,82 kilometer lång. Sjön  ingår i Vuoksens huvudavrinningsområde.   Den ligger omkring 69 kilometer norr om Kuopio och omkring 400 kilometer norr om Helsingfors. 